# Shiori Tamai
Shiori Tamai (玉井 詩織, Tamai Shiori) , née le 4 juin 1995 au Japon, est une chanteuse et idole japonaise et actuellement membre du groupe japonais Momoiro Clover Z.

## Présentation
Shiori Tamai est née le 4 juin 1995 dans la préfecture de Kanagawa. Elle mesure 1,54 mètre et son groupe sanguin est A. Sa couleur attribuée au sein du groupe Momoiro Clover Z est le jaune (couleur de l'ambre).

## Discographie

### Avec Momoiro Clover Z
Albums
1. 27 juillet 2011 : Battle and Romance
2. 10 avril 2013 : 5th Dimension
3. 5 juin 2013 : Iriguchi no Nai Deguchi
4. 17 février 2016 : Amaranthus
5. 17 février 2016 : Hakkin no Yoake

Singles
1. 5 août 2009 : Momoiro Punch (Momoiro Clover)
2. 11 novembre 2009 : Mirai e Susume! (Momoiro Clover)
3. 5 mai 2010 : Ikuze! Kaitō Shōjo (Momoiro Clover)
4. 10 novembre 2010 : Pinky Jones (Momoiro Clover)
5. 9 mars 2011 : Mirai Bowl / Chai Maxx (Momoiro Clover)
6. 6 juillet 2011 : Z Densetsu ~Owarinaki Kakumei~
7. 6 juillet 2011 : D' no Junjō
8. 23 novembre 2011 : Rōdō Sanka
9. 7 mars 2012 : Mōretsu Uchū Kōkyōkyoku Dai Nana Gakushō "Mugen no Ai"
10. 27 juin 2012 : Otome Sensō
11. 21 novembre 2012 : Saraba, Itoshiki Kanashimitachi yo
12. 6 novembre 2013 : Gounn
13. 8 mai 2014 : Naitemo Iin da yo
14. 30 juillet 2014 : Moon Pride
15. 11 mars 2015 : Seishunfu
16. 29 avril 2015 : "Z" no Chikai
17. 7 septembre 2016 : The Golden History
18. 2 août 2017 : Blast!

## Filmographie

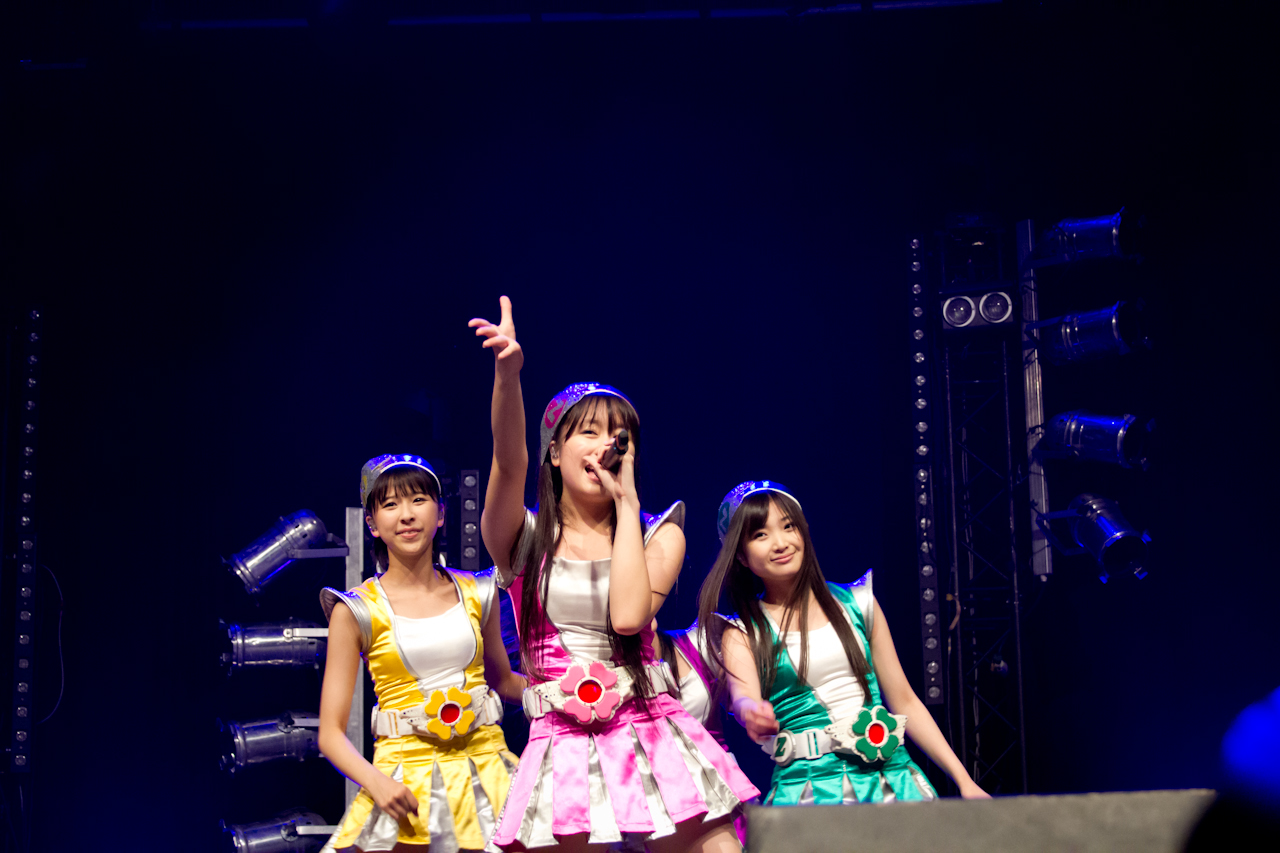
Shiori (à gauche) avec ses collègues de Momoclo, Ayaka (au centre) et Momoka (à droite), à Japan Expo, Paris, en 2012

### Films
1. 2010 - Shirome
2. 2011 - The Citizen Police 69
3. 2012 - The 63rd Annual NHK kôhaku uta gassen - téléfilm
4. 2013 -  Ninifuni

### Télévision
1. 2012 - Akumu-chan (voix de Keiko Kitagawa)[3]
2. 2012 - Jônetsu tairiku
3. 2012 - My Little Nightmare (Voix)
4. 2013 - Tetsuko's Room (Elle-même)
5. 2013 - Momo Kuro Chan (Elle-même)
6. 2013 - Mezamashi terebi (Elle-même)

### Music Videos
1. 2008 - BOURBONZ - autumm
2. 2008 - BOURBONZ - Yukiguni
3. 2009 - BOURBONZ - Kizuna